# Международен фолклорен фестивал във Велико Търново
Международният фолклорен фестивал във Велико Търново е ежегодно културно събитие, провеждано във Велико Търново.

## История
Първото издание на фастивала е проведено през 1997 г., на главния булевард в града - "Васил Левски". Няколко години по-късно фестовалът започва да се провежда в летния театър в парк "Марно поле". На XIV издание на Международния фолклорен фестивал участниците са от страните: Индонезия, Ирландия, Италия, Кипър, Колумбия, Македония, Мексико и Русия. За първото десетилетие 136 фолклорни ансамбли от 57 държави в Европа, Африка, Азия, Северна и Южна Америка, както и 78 български фолклорни формации. На XX юбилеен фестивал, участват фолклорни формации от Перу, Египет, остров Мавриций, Аржентина, Колумбия, Грузия, Сърбия, Чили и България.